# Cicurina minima
Espèce
Cicurina minima est une espèce d'araignées aranéomorphes de la famille des Cicurinidae.

## Distribution
Cette espèce se rencontre aux États-Unis en Caroline du Nord, au Tennessee, en Alabama, au Maryland, en Indiana et en Illinois et au Canada au Québec,.

## Description
Les mâles mesurent de 2,60 à 2,85 mm et les femelles de 2,50 à 2,90 mm.

## Systématique et taxinomie
Cette espèce a été décrite par Chamberlin et Ivie en 1940.

## Publication originale
- Chamberlin & Ivie, 1940 : « Agelenid spiders of the genus Cicurina. » Bulletin of the University of Utah, Biological Series, vol. 30, no 18, p. 1-108.